# Smithsonian Folkways
Smithsonian Folkways ist ein US-amerikanisches Musiklabel, das von der Smithsonian Institution betrieben wird. Es entstand 1987 durch den Aufkauf von Folkways Records. Seitdem wurde der Katalog mit den Schwerpunkten US-amerikanischer Folk, Weltmusik und Field Recordings um weitere Labels und Sammlungen erweitert. Zudem bringt Smithsonian Folkways selbst Musik heraus.

## Katalog
Neben den eigenen Aufnahmen gehören die folgenden Labels und Sammlungen zum Katalog von Smithsonian Folkways (Stand: 6. Mai 2021):
| Name/Kurzbezeichnung                   | Langbezeichnung                                                             | Beschreibung |
| -------------------------------------- | --------------------------------------------------------------------------- | --- |
| A.R.C.E.                               | Archives and Research Centre for Ethnomusicology                            | Mündlich überlieferte Traditionen und darstellende Künste Indiens                                                             |
| Arhoolie Records                       |                                                                             | Nordamerikanische Rootsmusik                                                                                                  |
| Banjo Builders                         | Conversations with North American Banjo Builders                            | 38 etwa 20-minütige Interviews mit Banjomachern (2011)                                                                        |
| Blue Ridge Institute                   | Virginia Traditions from BRI Records/Blue Ridge Institute of Ferrum College | 9 Alben zwischen Mitte der 1920er und Mitter der 1980er in Virginia aufgezeichneter Populärmusik                              |
| Bobby Susser Songs for Children        |                                                                             | 12 Alben mit Kindermusik, die Bobby Susser komponierte                                                                        |
| Collector Records                      |                                                                             | Arbeiterlieder von Joe Glazer und anderen                                                                                     |
| Cook Records                           |                                                                             | Audios des Toningenieurs Emory Cook                                                                                           |
| Dyer-Bennet Records                    |                                                                             | Aufnahmen des Folkmusikers Richard Dyer-Bennet                                                                                |
| Educational Activities                 |                                                                             | Musik für den Einsatz in Schule und Kindergarten                                                                              |
| Fast Folk Musical Magazine             |                                                                             | Erste Veröffentlichungen mehrerer hundert Folkmusiker                                                                         |
| Folk-Legacy Records                    |                                                                             | Folk und Field Recordings traditioneller Musik der britischen Inseln und der USA                                              |
| Folkways Records                       |                                                                             | Traditionelle und zeitgenössische Musik, Spoken Word und dokumentarische Aufnahmen aus zahlreichen Ländern                    |
| I.L.A.M.                               | International Library of African Music                                      | Afrikanische Musik, Aufnahmen von 1929 bis heute; gehört zum Institute of Social and Economic Research der Rhodes-Universität |
| The London Library of Recorded English |                                                                             | Aufnahmen englischsprachiger Literatur                                                                                        |
| The Mickey Hart Collection             |                                                                             | Solowerke und Sammlungen des Grateful-Dead-Schlagzeugers                                                                      |
| Monitor Records                        |                                                                             | Volks- und klassische Musik, vor allem aus dem ehemaligen Ostblock                                                            |
| M.O.R.E.                               | Minority Owned Record Enterprises                                           | Wichtiges Label der New Mexico music                                                                                          |
| Paredon Records                        |                                                                             | 50 wichtige Aufnahmen der 68er-Bewegung                                                                                       |
| Right on Rhythm Records                |                                                                             | Blues und Zydeco aus Washington, D.C.                                                                                         |
| UNESCO Collection of Traditional Music |                                                                             | 127 Alben mit traditioneller Musik aus über 70 Ländern                                                                        |
| Western Jubilee Recording Company      |                                                                             | 1996 gegründetes Label für Old-Time Music                                                                                     |